# Pseudosyllis kinbergi
Pseudosyllis kinbergi är en ringmaskart som först beskrevs av McIntosh 1908.  Pseudosyllis kinbergi ingår i släktet Pseudosyllis och familjen Syllidae. Inga underarter finns listade i Catalogue of Life.